# Čarodějnice a lovec
Čarodějnice a lovec (v anglickém originále In the Lost Lands) je temný fantasy film z roku 2025, který v koprodukci Spojených států, Německa a Polska režíroval Paul W. S. Anderson. Scénář snímku napsal Constantin Werner podle námětu, který Werner vytvořil společně s Andersonem. Ve filmu natočeném podle stejnojmenné povídky George R. R. Martina hrají Milla Jovovich čarodějku a Dave Bautista lovce, kteří se vydávají do nebezpečné krajiny, aby našli artefakt pro královnu. 
Film byl poprvé uveden v Austrálii 27. února 2025, ve Spojených státech byl uveden 7. března 2025, v Severní Americe společností Vertical a v Německu společností Constantin Film Verleih.

## Děj
Muž jménem Boyce varuje diváka, že tohle nebude šťastná pohádka. Země se proměnila v pustinu zvanou Ztracené země, kde vládne Overlord a řád vynucuje církev. Čarodějnice Gray Alys má být popravena, ale unikne. Královna Rhaenyra, manželka umírajícího Overlorda, si u Alys vyžádá pomoc s nalezením vlkodlaka – chce jeho sílu pro sebe. Alys souhlasí, protože jí to nařizuje dávná smlouva. Královna netuší, že její rádce Jerais sabotuje její plán, zatímco Patriarcha tajně plánuje převrat.
Alys najde Boyce, svého bývalého milence, a společně putují nebezpečnou divočinou, kde čelí nepřátelům i příšerám. Enforcerská jednotka je pronásleduje a zabíjí jejich přátele. Alys a Boyce nakonec přežijí střet s monstry a pokračují dál. Mezitím královna zabije Overlorda a oznámí, že čeká dítě – s Boycem. Patriarcha však plánuje i její smrt.
Při úplňku dorazí dvojice k Řece lebek, kde se ukáže, že Boyce je hledaný vlkodlak. Alys ho otráví stříbrem a zabije, aby mohla přinést jeho kůži královně. Ta zjistí pravdu, rozzuří se, zabije Jerais a uteče. Země se bouří, říše se rozpadá.
V závěru Boyce vstává z mrtvých a hledá Alys. Ta jeho návrat očekávala stejně jako blížící se revoluci. Spojují síly a spolu se vydávají přežít a lovit v Ztracených zemích.